# Хот Спрингс (Вирџинија)
Хот Спрингс (енгл. Hot Springs) насељено је место без административног статуса у америчкој савезној држави Вирџинија.

## Демографија
По попису из 2010. године број становника је 738.
| Група             | 2000.    | 2010.       |
| Белци             | 0 (0,0%) | 587 (79,5%) |
| Афроамериканци    | 0 (0,0%) | 120 (16,3%) |
| Азијати           | 0 (0,0%) | 3 (0,4%)    |
| Хиспаноамериканци | 0 (0,0%) | 21 (2,8%)   |
| Укупно            | 0        | 738         |